# Johannes Harting
Carl August Johannes „Hans“ Harting (* 15. Februar 1868 in Rummelsburg; † 21. September 1951 in Jena) war ein deutscher Optiker und Physiker, der nach 1945 maßgeblich am Wiederaufbau des VEB Carl Zeiss in Jena beteiligt war.

## Herkunft
Seine Eltern waren der Rendant Carl Friedrich Fides Ferdinand Harting (1826–1910) und dessen Ehefrau Anna Dittmann (1842–1868).

## Leben
Nach dem Abitur studierte Harting von 1885 bis 1891 Physik, Astronomie und Mathematik an den Universitäten in Berlin und München sowie an der Technischen Hochschule in München. 1889 wurde er an der Universität München mit Untersuchungen ueber den Lichtwechsel des Sternes [Beta] Persei promoviert. Von 1893 bis 1897 war er Mitarbeiter der Physikalisch-Technischen Reichsanstalt in Berlin. Anschließend holte ihn Ernst Abbe als Assistent zum Zeisswerk nach Jena.
Von 1899 bis 1907 war er Direktor der Optischen Werke Voigtländer & Sohn in Braunschweig, wo er an der Entwicklung verschiedener photographischer Objektive beteiligt war.
1908 wurde er als Regierungsrat an das Reichspatentamt in Berlin berufen. Hier hatte er verschiedene Funktionen; zuletzt war er bis 1933 Präsident dieses Amtes. Von 1919 bis 1934 war er Schriftleiter der Central-Zeitung für Optik und Mechanik, Elektrotechnik und verwandte Berufszweige. Außerdem wurde auf seine Initiative 1923 die Deutsche Gesellschaft für angewandte Optik gegründet. Er war der erste Vorsitzende dieser Gesellschaft.
Harting wurde 1934 Mitglied der Geschäftsleitung der Zeisswerke in Jena. 1940 ging er in den Ruhestand und erhielt zu seinem 75. Geburtstag im Jahr 1943 die Goethe-Medaille für Kunst und Wissenschaft.
1945 kehrte er als 77-Jähriger zu den Carl-Zeiss-Werken in Jena zurück und hatte als wissenschaftlicher Hauptleiter einen wichtigen Anteil bei der Neugestaltung der Forschungs- und Entwicklungstätigkeit in diesem Werk.
Er wurde 1949 für sein Wirken beim Wiederaufbau der Zeisswerke nach dem Zweiten Weltkrieg und als „Schöpfer einer Reihe optischer Systeme, die Spitzenleistungen der optischen Industrie sind“ mit dem Nationalpreis der DDR I. Klasse für Wissenschaft und Technik ausgezeichnet.
1950 wurde er Ehrenmitglied der Deutschen Akademie der Wissenschaften zu Berlin.

## Familie
Er heiratete 1895 in Berlin Margarete Hergesell, eine Tochter des Pfarrers Friedrich Hergesell und der Elise Worthmann. Das Paar hatte einen Sohn der im Krieg fiel. Nach dem Tod seiner ersten Frau heiratete er 1916 die Lehrerin Agathe Sohr, eine Tochter des Studienrats Dr. phil. Maximilian Sohr und der Adele von Negelein verwitwete von Hobe. Das Paar hatte zwei Töchter.

## Schriften (Auswahl)
- Hans Harting: Optisches Hilfsbuch für Photographierende. Gustav Schmidt, Berlin 1909, S. 180.
- Johannes Harting: Optics for Photographers. BiblioBazaar, 2009, ISBN 1-103-21723-2, S. 236 (Neuauflage).